# Augustin Ehrensvärd
Feldmareșalul conte Augustin Ehrensvärd (n. 25 septembrie 1710, Comuna Västerås, Comitatul Västmanland, Suedia – d. 4 octombrie 1772, Saari⁠(d), Mietoinen, Turku and Pori Province⁠(d), Suedia) a fost un ofițer militar suedez, arhitect militar, artist, creator al cetății Suomenlinna (Sveaborg) și flotei de arhipelag suedeze. S-a născut în Castelul Fullerö, Barkarö și a decedat în satul Saris, Mynämäki. 
În 1747, a fost ales de regele Frederick I al Suediei pentru a proiecta și construi o cetate maritimă în apropiere de Helsinki, Finlanda, la acel moment parte din Regatul Suediei. Construirea cetății Sveaborg a devenit munca de o viață pentru Ehrensvärd și acesta a continuat extinderea fortăreței de pe insulă până la moartea sa în 1772. Proiectul lui Ehrensvärd a fost o fortăreață joasă, de tip bastion, care urma contururile naturale ale insulelor și, astfel, putea să rămână camuflată pentru flotele inamice. Multe dintre construcțiile din Sveaborg sunt considerate a fi capodopere arhitecturale. Augustin Ehrensvärd a fost, de asemenea, comandantul flotei suedeze de arhipelag din 1756 până în 1766 și din 1770 până la moartea sa, în 1772.
Pe lângă arhitectură, Ehrensvärd era interesat și de pictură, psihologie educațională și botanică. La moartea sa, în 1772, Ehrensvärd a fost promovat la rangul de feldmareșal. El a fost respectat chiar și de către finlandezi, care au apreciat eforturile sale în construcția Sveaborg, un important centru economic și cultural în secolul al XVIII-lea în Finlanda. Monumentul funerar al lui Ehrensvärd din Sveaborg a fost proiectat de către însuși regele Gustav al III-lea al Suediei.
Ehrensvärd a fost ales membru al Academiei Regale Suedeze de Științe în 1739, anul în care a fost fondat.

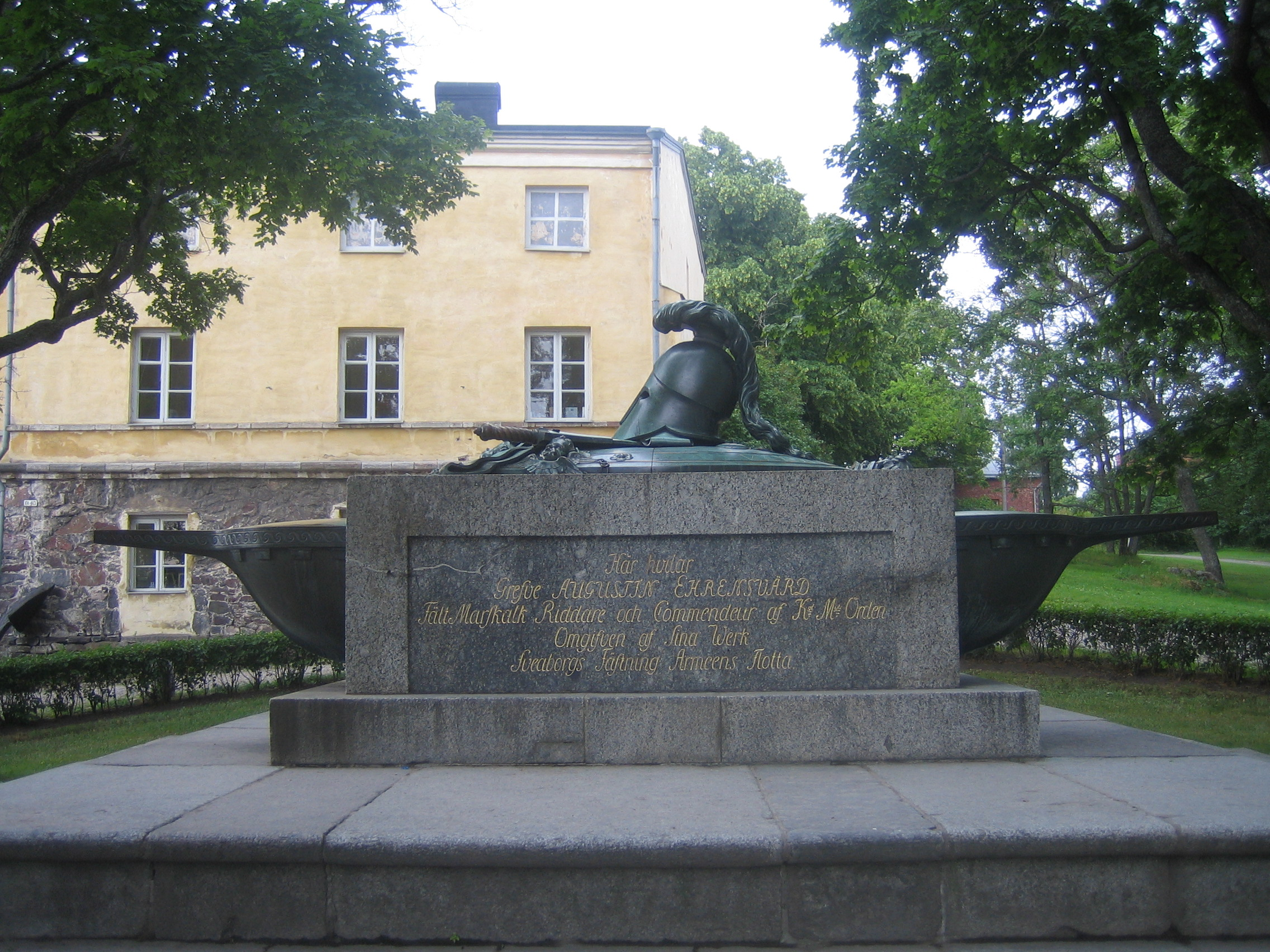
Mormântul lui Augustin Ehrensvärd în Suomenlinna
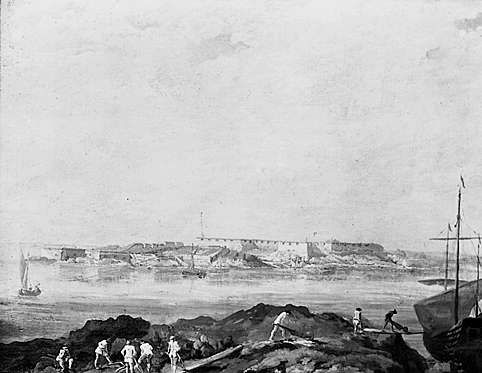
„Vedere asupra Sveaborg” de Augustin Ehrensvärd